# Lycée Saint-Vincent Providence de Rennes
 (mai 2017).
Le lycée Saint-Vincent Providence de Rennes est un lycée privé catholique d’enseignement polyvalent sous contrat d'association avec l'État. Il se situe aux nos 57-75, rue de Paris, dans le quartier du Thabor à Rennes. Il porte le nom de l'ecclésiastique saint Vincent de Paul. Le lycée fait partie de l'ensemble scolaire Saint-Vincent Providence, accueillant 2 250 élèves de l'école maternelle aux classes préparatoires aux grandes écoles et 180 professeurs du primaire et du secondaire sont chargés de leur enseignement.
École, collège et lycée international, l'établissement Saint-Vincent Providence a la particularité de disposer depuis 2008 d’une section internationale américaine accessible dès l'école élémentaire dans le cadre de l’option international au baccalauréat (BFI). De plus, le lycée est partenaire scolaire de l’École américaine School Year Abroad de Rennes, la seule de ce type en France.
Fondée en 1842 par le cardinal Mgr Godefroy Brossay Saint-Marc à l’emplacement actuel du lycée public Jean Macé, l’Institution Saint-Vincent de Paul occupe depuis 1912 les locaux de la rue de Paris. D’abord pensionnat puis collège et lycée, il devient l’ensemble scolaire Saint-Vincent Providence avec l’adhésion de l’école de la Palestine en 1969. Le lycée dispose également d'un internat mixte établi dans les locaux de La Providence, au no 75 de la rue de Paris.
À la rentrée 2023, Benoît de Parscau du Plessix, anciennement à la tête de l'institution Sainte-Jeanne d'Arc de Vitré a succédé à Étienne Roulleaux-Dugage comme chef d'établissement et coordinateur du groupe scolaire Saint-Vincent Providence.

## Classement du lycée
En 2019, le lycée se classe 3e sur 36 au niveau départemental quant à la qualité d'enseignement, et 161e sur 2 277 au niveau national. Le classement s'établit sur trois critères : le taux de réussite au bac, la proportion d'élèves de première qui obtient le baccalauréat en ayant fait les deux dernières années de leur scolarité dans l'établissement, et la valeur ajoutée (calculée à partir de l'origine sociale des élèves, de leur âge et de leurs résultats au diplôme national du brevet).

## Histoire
L’établissement actuel est né de deux traditions éducatives qui se sont mêlées à partir de 1967 : un établissement d’élite de garçons fondé le 1er octobre 1842 et dédié à saint Vincent de Paul, et le Collège de La Providence, établissement de jeunes filles fondé par les sœurs de la Providence de Ruillé-sur-Loire, tournée vers une éducation proche des gens du quartier et de ses travailleurs.

### Le premier Saint-Vincent (1842-1905)
En 1841, Mgr Godefroy Brossay Saint-Marc est appelé au siège épiscopal de Rennes à l’âge de 38 ans. Un an plus tard, il décide de fonder une nouvelle institution scolaire doublée d’un internat qui réponde à la fois aux besoins pressants de personnes bien instruites et au souhait de contourner le monopole d’État sur le lycée. Elle s’établit à l’emplacement de l’actuel lycée Jean Macé au no 3 de la rue de Fougères, près de la Barre Saint-Just et ne tarde pas en une quinzaine d’années à dépasser le seuil des 300 élèves et à devenir le premier établissement secondaire de Rennes. Il est animé et dirigé par des prêtres du diocèse. Il s’ouvre vers l’enseignement supérieur : la “Corniche” de Saint-Vincent est fondée en 1882.

### La refondation (1905-1945)
En 1905, la loi de séparation des Églises et de l’État est votée. Un an plus tard, comme bien d’Église, les bâtiments sont nationalisés. Mais, couverts par un bail légal depuis 1903, les enseignants, ecclésiastiques et laïcs, sont protégés pour les six années pendant lequel ce bail court. En 1911-1912, un nouvel établissement, dans le même style toscan, mais plus vaste et majestueux que le premier Saint-Vincent, sort de terre à l’est du parc du Thabor, dans un quartier encore peu construit, mais qui ne tardera pas à se couvrir de résidences. Le déménagement est accompli pour la rentrée 1912. En 1914, le supérieur met ses bâtiments à la disposition du service de santé des armées et Saint-Vincent devient hôpital militaire. Ce ne sont pas moins de 330 anciens, dont beaucoup de jeunes officiers, qui meurent au combat du premier conflit mondial. Leurs noms sont inscrits sur les piliers qui supportent les arches de la grande entrée.
En 1925-1926, la construction de la grande chapelle, chef d’œuvre d’un style néoroman sobre réalisé par l'architecte Henri Mellet, vient couronner cette grande entreprise de reconstruction. Saint-Vincent redevient hôpital militaire pendant toute la durée de la Seconde Guerre mondiale, mais sous quatre drapeaux successifs (français, anglais, allemand, américain) avant de devenir le quartier général du général Grower, de l'armée Patton. 117 anciens viennent ajouter leur nom à la longue liste des soldats tombés “Pro Deo et Patria”.

### Les transformations de l'après guerre (1945-1995)
- 1948 : Ouverture des classes préparatoires aux écoles de commerce.
- 1959 : Vote de la loi Debré.
- 1962 : Fermeture de la Corniche.
- 1964 : Signature du premier contrat d’association.
- 1967 : L’effectif de 1 000 élèves est atteint.
- 1967-1969 : Fusion avec l’école et le collège de La Providence – Palestine et mixité.
- 1981 : Création de la section d’études spécialisées (SES), futures SEGPA.
- 1987 : Nomination du premier directeur laïc, François Pannetier. Il sera suivi de Pierre Ecobichon (1991), Guy Pican (1995) et Étienne Roulleaux-Dugage (2014).
- 1990 : L’effectif de l’ensemble scolaire dépasse 3 000 élèves. Ce chiffre baissera fortement d’un tiers dans la décennie avec la construction des établissements de la périphérie rennaise, pour remonter et se stabiliser à 2 250 élèves à partir de 2007.
- 1991 : Ouverture des classes préparatoires aux écoles de commerce voie E.

### La rénovation (1995-2012)
Guy Pican, principal artisan de la rénovation de Saint-Vincent.
- 1998 : Ouverture de la section pour enfants précoces.
- 2001 : Ouverture de la section chant choral.
- 2007 : La vente des terrains et bâtiments de l’école de la Palestine lance l’organisme de gestion de l’enseignement catholique (OGEC) et M. Pican dans un vaste projet de restructuration et de rénovation sur cinq ans. La dernière réalisation est l’amphithéâtre (2012).
- 2008 : Ouverture de la section internationale américaine.
- 2009 : L’école s’installe à La Providence au no 75 de la rue de Paris, les classes préparatoires aux grandes écoles au no 3 de l'allée Sainte-Sophie.
- 2012 : Saint-Vincent fête le 100e anniversaire de son installation rue de Paris[6].

### Aujourd'hui (2022-)
- 2022 : Inauguration du nouveau campus des classes préparatoires aux grandes écoles dont les bâtiments quittent l'allée Sainte-Sophie pour venir s'installer rue de Paris. Finalisation des travaux d'agrandissement et de revalorisation du patrimoine existant.

### Historique des directeurs et chefs d'établissement
- Benoît de Parscau du Plessix (2023-)
- Étienne Roulleaux-Dugage (2014-2023)
- Guy Pican (1995-2014)
- Pierre Ecobichon (1991-1995)
- François Pannetier (1987-1991)
- P. Charles Maudet (1972-1987)

## Partenariats scolaires
Cette section ne s'appuie pas, ou pas assez, sur des sources secondaires ou tertiaires indépendantes du sujet. Le texte peut contenir des analyses inexactes ou inédites de sources primaires.
Pour l'améliorer, ajoutez-en, ou placez des modèles {{Source secondaire souhaitée}} ou {{Source secondaire nécessaire}} sur les passages mal sourcés. (janvier 2025)

### Partenariats américains
- École américaine School Year Abroad à Rennes, France
- Springside Chestnut Hill Academy à Philadelphie, États-Unis

### Partenariats européens
- Gymnasium im grosser Alfred Schulzentrum à Bad Bergzabern, Allemagne
- Lycée berlinois du monastère franciscain, Allemagne
- Evangelisches Gymnasium Hermannswerder à Potsdam, Allemagne
- Lycée Français de Bilbao, Espagne
- Lycée Quintiliano de Syracuse, Italie
- Школа 1284 de Moscou, Russie
- École no 25 de Almaty, Kazakhstan (hors d’Europe)

## Anciens élèves et professeurs
Cette section ne s'appuie pas, ou pas assez, sur des sources secondaires ou tertiaires indépendantes du sujet. Le texte peut contenir des analyses inexactes ou inédites de sources primaires.
Pour l'améliorer, ajoutez-en, ou placez des modèles {{Source secondaire souhaitée}} ou {{Source secondaire nécessaire}} sur les passages mal sourcés. (janvier 2025)
- Jean Lavoué, éditeur, poète et essayiste français
- Samuel Étienne, journaliste et animateur de télévision et de radio français
- François-Régis Hutin, journaliste et patron de presse français, président-directeur général de Ouest France
- Fulgence Bienvenüe, inspecteur général des Ponts et chaussées et père du métro parisien
- Patrick Le Lay, ingénieur et cadre dirigeant français, président-directeur général de TF1
- François-Henri Pinault, dirigeant d'entreprise français, président-directeur général de Kering
- Christian Noyer, haut fonctionnaire français, gouverneur de la Banque de France
- Christian de Portzamparc, architecte et urbaniste français
- Michel de Pontbriand, résistant et homme politique français
- Amédée de Corson, historien et homme d'église français
- Stéphane Heulot, coureur cycliste français
- Maud Herbert, véliplanchiste française
- Victor Corroller, athlète français
- Henri Sérandour, sportif français
- Renan Luce, auteur-compositeur-interprète français
- Stéphanie d'Oustrac, artiste lyrique française
- François Négret, acteur et comédien français
- Yves Cochet, homme politique français, ministre de l'Environnement, député européen, député français, mathématicien
- Jean Sullivan, écrivain, journaliste, historien et notaire jersiais
- Michel Renouard, universitaire et écrivain français
- Henri Mellet et Jules Mellet, architectes français
- René Marcillé, homme politique français
- Auguste Oudin, polytechnicien, directeur de l'École nationale des Eaux et Forêts
- Xavier de Bellevüe, érudit, homme politique et homme de lettresChapelle de Saint-Vincent édifiée en 1926.

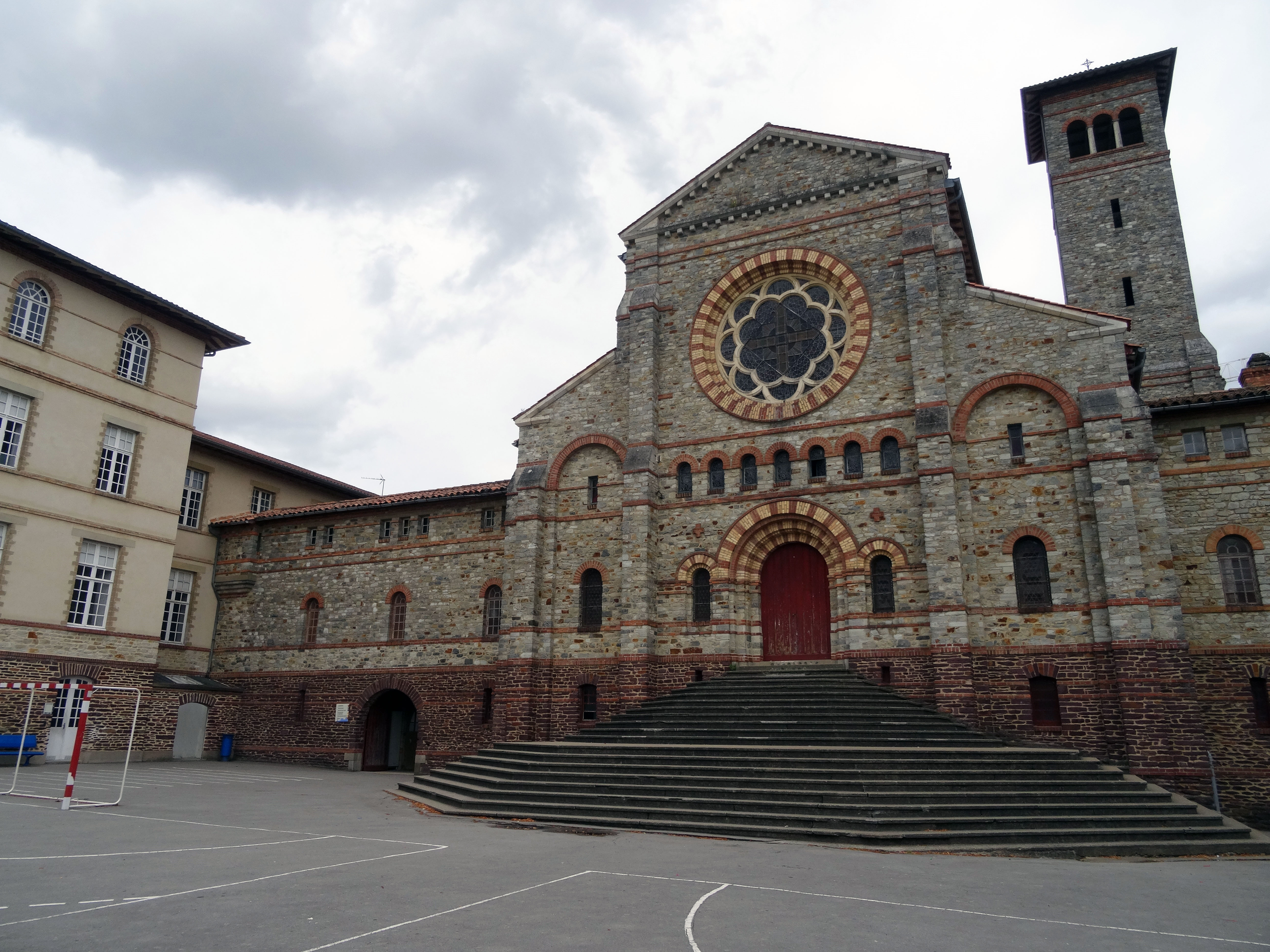
Chapelle de Saint-Vincent édifiée en 1926.

- Edmond Durtelle de Saint-Sauveur, historien et professeur de droit
- Marcel Rupied, homme politique français
- Guy de La Carrière, économiste français
- Paul Banéat, historien français, spécialiste de la Bretagne
- Léon Jenouvrier, homme politique français
- Pierre Méhaignerie, homme politique français, ministre de la Justice, ministre de l'Agriculture, ministre de l'Équipement, du Logement, de l'Aménagement du territoire et des Transports, secrétaire-général de l'UMP
- Eugène Herpin, avocat et historien local français
- Lionel de La Herverie, professeur d'histoire et président de l'Association des Anciens de Saint-Vincent
- Thierry Hubert, prêtre catholique dominicain et enseignant
- Louis-Alphonse Maugendre, prêtre catholique, biographe, essayiste et ancien enseignant
- Gaël Danic, footballeur français